# Tadeusz Mogilnicki
Tadeusz Michał Mogilnicki (ur. 14 marca 1879 w Warszawie, zm. między 20 a 22 kwietnia 1940 w Katyniu) – lekarz, społecznik, dyrektor szpitala Anny Marii w Łodzi, kapitan lekarz pospolitego ruszenia Wojska Polskiego, ofiara zbrodni katyńskiej.

## Życiorys
Był synem Konstantego (1845–1916) i Henryki z Żarnowskich. Absolwent Wydziału Lekarskiego Uniwersytetu Warszawskiego (1904). W trakcie studiów pracował w pracowni bakteriologicznej Stanisława Serkowskiego i ogłosił na łamach „Czasopisma Lekarskiego” artykuł O własnościach odkażających formaliny. Po uzyskaniu dyplomu w 1905 zatrudnił się w Szpitalu Anny Marii dla dzieci w Łodzi. Zaangażował się także w działalność łódzkiego towarzystwa filantropijnego „Kropla Mleka”, w której był pierwszym lekarzem. Zorganizował jedno z pierwszych ambulatoriów (przychodni) dla dzieci w Łodzi. Dla pogłębienia medycznej wiedzy w 1906 wyjechał na roczne studia do Wrocławia i Paryża. W 1912 uczestniczył w kongresie pediatrycznym w Paryżu. W 1914 uczestniczył w I Zjeździe Higienistów Polskich we Lwowie, gdzie wygłosił referat. Po wybuchu I wojny światowej został zmobilizowany do armii rosyjskiej. Został lekarzem pułku artylerii. W 1918 wstąpił do Wojska Polskiego. Brał udział w wojnie-polsko bolszewickiej. Został awansowany na stopień kapitana lekarza ze starszeństwem z dniem 1 czerwca 1919. Po zakończeniu wojny polsko-bolszewickiej został zdemobilizowany, powrócił do Łodzi, i podjął ponownie pracę lekarza w szpitalu. W 1923 obronił doktorat na macierzystej uczelni. Awansował na lekarza naczelnego, a następnie został dyrektorem Szpitala Anny Marii. Był pomysłodawcą, twórcą, a także prowadził sanatorium w Sokolnikach, przeznaczone dla dzieci po leczeniu w Szpitalu Anny Marii. Fundatorką sanatorium była Matylda Herbstowa, która podarowała swoją posiadłość na potrzeby placówki. Za jego kadencji jako dyrektora szpital został znacząco rozbudowany. Postawiono nowoczesne budynki, w których zostały umieszczone oddziały izolacyjno-gruźliczy (1930) oraz izolacyjny (1938). Z okazji dwudziestopięciolecia funkcjonowania szpitala Mogilnicki wydał monografię lecznicy.
Był zwolennikiem otwarcia Wydziału Lekarskiego w Łodzi, jego nazwisko znajduje się na liście członków założycieli, zarejestrowanego w 1938 r., Stowarzyszenia „Organizacja Wyższej Uczelni Lekarskiej w Łodzi”. Współpracował z rozgłośnią Polskiego Radia w Łodzi, wygłaszał na antenie odczyty dotyczące zdrowia.
W 1935 został powołany do tymczasowej Rady Miejskiej, a w 1937 został wybrany na kolejną kadencję Rady. Wydał około 50 publikacji. Jego prace przetłumaczono na język francuski i serbski.
Był uczestnikiem kongresów lekarskich poświęconych pediatrii i szpitalnictwu (Paryż 1912, 1925; Bruksela 1923; Sztokholm 1930; Wiedeń 1931; Knocke-sur-mer 1933, Bled 1934, Rzym 1935).
Działał społecznie. Przez 15 lat był: przewodniczącym Chrześcijańskiego Towarzystwa Kolonii Letnich. Był członkiem Zarządu i Okręgu Polskiego Czerwonego Krzyża, członkiem Zarządu Towarzystwa Opieki nad Dziećmi, członkiem Komisji Rewizyjnej Ligi Obrony Powietrznej Państwa, skarbnikiem Zarządu Głównego Towarzystwa Lekarskiego, przewodniczącym, a następnie skarbikiem Zarządu Głównego Towarzystwa Pediatrycznego, przewodniczącym kompletu Sądu Lekarskiego, zasiadał jako przedstawiciel Polski w Międzynarodowym Towarzystwie Szpitalnictwa, członkiem honorowym Jugosłowiańskiego Towarzystwa Lekarskiego.
W 1930 jako oficer rezerwy został przeniesiony do pospolitego ruszenia, i jednocześnie przeniesiony z kadry 8 batalionu sanitarnego do 4 batalionu sanitarnego. W 1934 należał do kadry zapasowej 4 Szpitala Okręgowego i podlegał pod PKU Łódź-Miasto II. Zmobilizowany w sierpniu 1939, wyjechał na wschód, organizować polowe szpitale zakaźne. Podczas kampanii wrześniowej wzięty do niewoli przez Sowietów. Według stanu z 4, 21, i 26 grudnia 1939 oraz 13 lutego 1940 i 09 marca 1940 był jeńcem obozu w Kozielsku. Jego nazwisko figuruje na liście przesłanej z UPW do komendantury obozu w Kozielsku, wśród 26 innych oficerów, z których aktami chciał się zapoznać Wydział II UPW. Prowadził wykłady dla jeńców z zakresu swojej wiedzy i działalności, w Archiwum Robla (pakiet  01458-03, 04) znajduje się notatnik por rez. Bronisława Wajsa, w którym zapisany jest tytuł wykładu Mogilnickiego - „O uśmiech dziecka”. Między 19 a 21 kwietnia 1940 przekazany do dyspozycji naczelnika smoleńskiego obwodu NKWD – lista wywózkowa 036/4 poz 30, nr akt 18907 z 16.04.1940. Został zamordowany między 20 a 22 kwietnia 1940 przez NKWD w lesie katyńskim. Zidentyfikowany podczas ekshumacji prowadzonej przez Niemców w 1943, wpis w dzienniku ekshumacji z dnia 30.04.1943, nr 754. Figuruje liście AM-185-754 i Komisji Technicznej PCK: 0754. Znajduje się na liście ofiar (pod nrem 0754) opublikowanej w Gońcu Krakowskim nr 107, Nowym Kurierze Warszawskim nr 111 z 1943. W Archiwum Robla (pakiet 03998-01) znajduje się list znaleziony przy por. rez. Romualdzie Tabęckim od jego córki, w którym wspomina, że wraz z ojcem jest w Kozielsku lekarz z Łodzi - Mogilnicki. Krewni w 1990 poszukiwali informacji przez Biuro Informacji i Badań Polskiego Czerwonego Krzyża w Warszawie.

## Życie prywatne
Żonaty z Adelą z d. Makarczyk (1880–1919), z którą miał dwoje dzieci: Władysława i Marię (1910–1966). Drugą żoną była Stefania z Rogalskich Smogorzewska (zm. 1961). Mieszkał w Łodzi, przy ul. Struga 3.

## Publikacje
- État actuel de pediatrie en Polonge, Varsowie 1912
- Pielęgnowanie i karmienie niemowląt, Warszawa 1920, 1951, 1954; Kraków 1944
- Dwudziestolecie Szpitala Anny Marii w Łodzi, Łódź 1930
- Szpitalnictwo dziecięce w Polsce i jego zadania, 1927
- Szpitalnictwo dziecięce w Polsce w 1931
- Rola kształcąca szpitala, 1933
- Społeczne zadania lekarza małego prowincjonalnego szpitala, 1934
- Gruźlica wśród dzieci w Polsce
- Ostre choroby zakaźne [w:] Choroby dzieci, pod red. W. Jasińskiego, Warszawa 1936
- Płonica [w:] Choroby zakaźne, pod red L. Karwackiego i F. Malinowskiego, Warszawa 1937
- Choroby zakaźne i gruźlica u dzieci [w:] Podręcznik diagnostyki i terapii, pod red. M. Millera, Warszawa 1937

## Ordery i odznaczenia
- Złoty Krzyż Zasługi (9 listopada 1931)[14]

## Upamiętnienie
- Minister Obrony Narodowej Aleksander Szczygło decyzją Nr 439/MON z 5 października 2007 awansował go pośmiertnie na stopnień podpułkownika. Awans został ogłoszony 9 listopada 2007, w Warszawie, w trakcie uroczystości „Katyń Pamiętamy – Uczcijmy Pamięć Bohaterów”.
- Krzyż Kampanii Wrześniowej – zbiorowe, pośmiertne odznaczenie pamiątkowe wszystkich ofiar zbrodni katyńskiej (1 stycznia 1986).
- Tabliczka epitafijna na Polskim Cmentarzu Wojennym w Katyniu nr 2417.